# Longueville-sur-Scie
Longueville-sur-Scie é uma comuna francesa na região administrativa da Normandia, no departamento de Sena Marítimo. Estende-se por uma área de 3,96 km². Em 2010 a comuna tinha 1 013 habitantes (densidade: 255,8 hab./km²).